# Dytaster
Genre
Dytaster  est un genre d'étoile de mer abyssales de la famille des Astropectinidae.

## Taxinomie
Selon World Register of Marine Species (29 septembre 2014) :
- Dytaster aequivocus Sladen, 1889
- Dytaster agassizi Perrier, 1894
- Dytaster cherbonnieri Sibuet, 1975
- Dytaster felix Koehler, 1907
- Dytaster felli H.E.S Clark & D.G. McKnight, 2000
- Dytaster gilberti Fisher, 1905
- Dytaster grandis (Verrill, 1884)
- Dytaster inermis Sladen, 1889
- Dytaster insignis (Perrier, 1884)
- Dytaster intermedius Perrier, 1891
- Dytaster mollis (Perrier, 1885)
- Dytaster nobilis Sladen, 1889
- Dytaster pedicellaris H.E.S Clark & D.G. McKnight, 2000
- Dytaster rigidus Perrier, 1894
- Dytaster semispinosus (Perrier, 1894)
- Dytaster spinosus Sladen, 1889
- Dytaster spinulosus (Perrier, 1894)

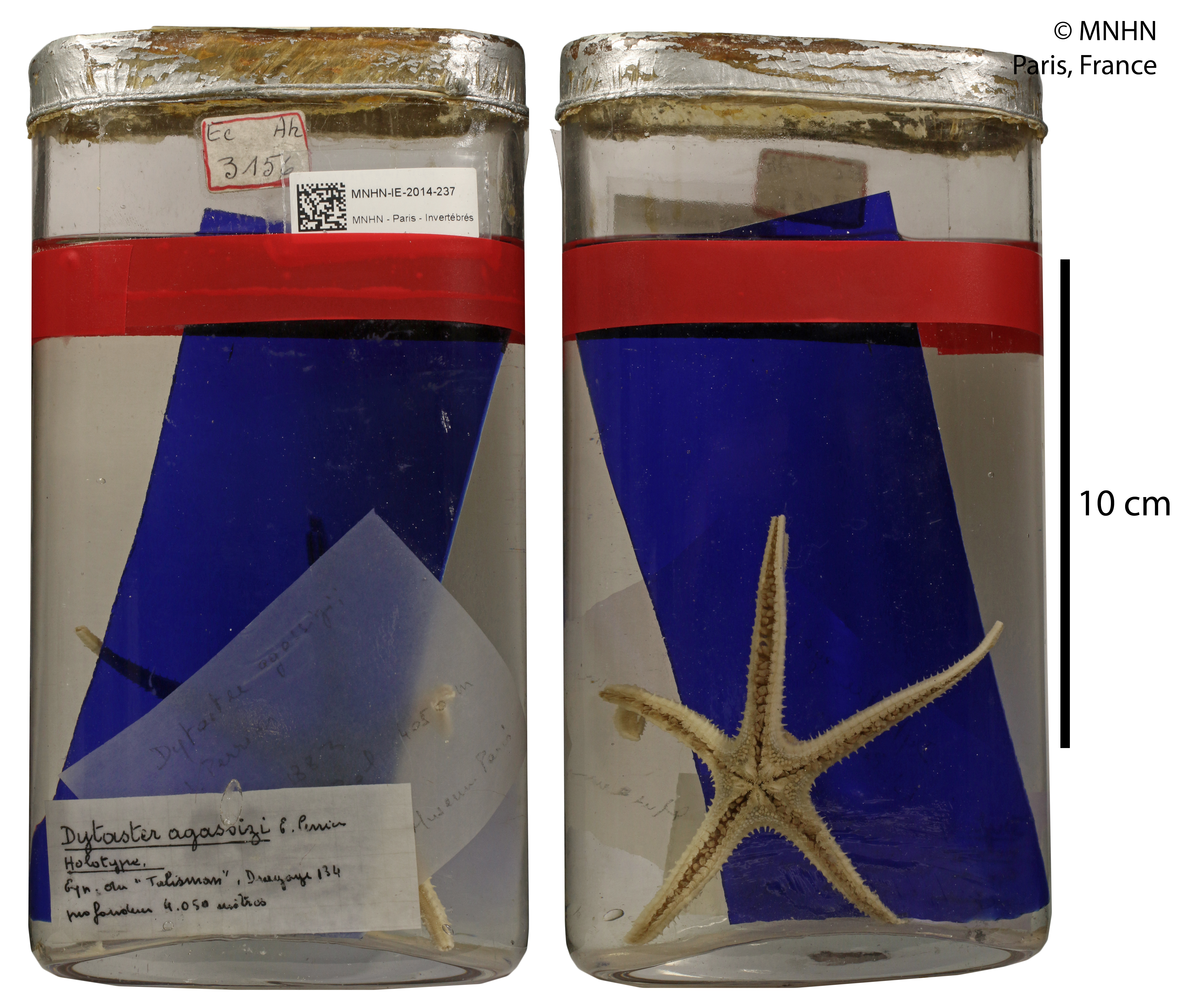
Dytaster agassizi
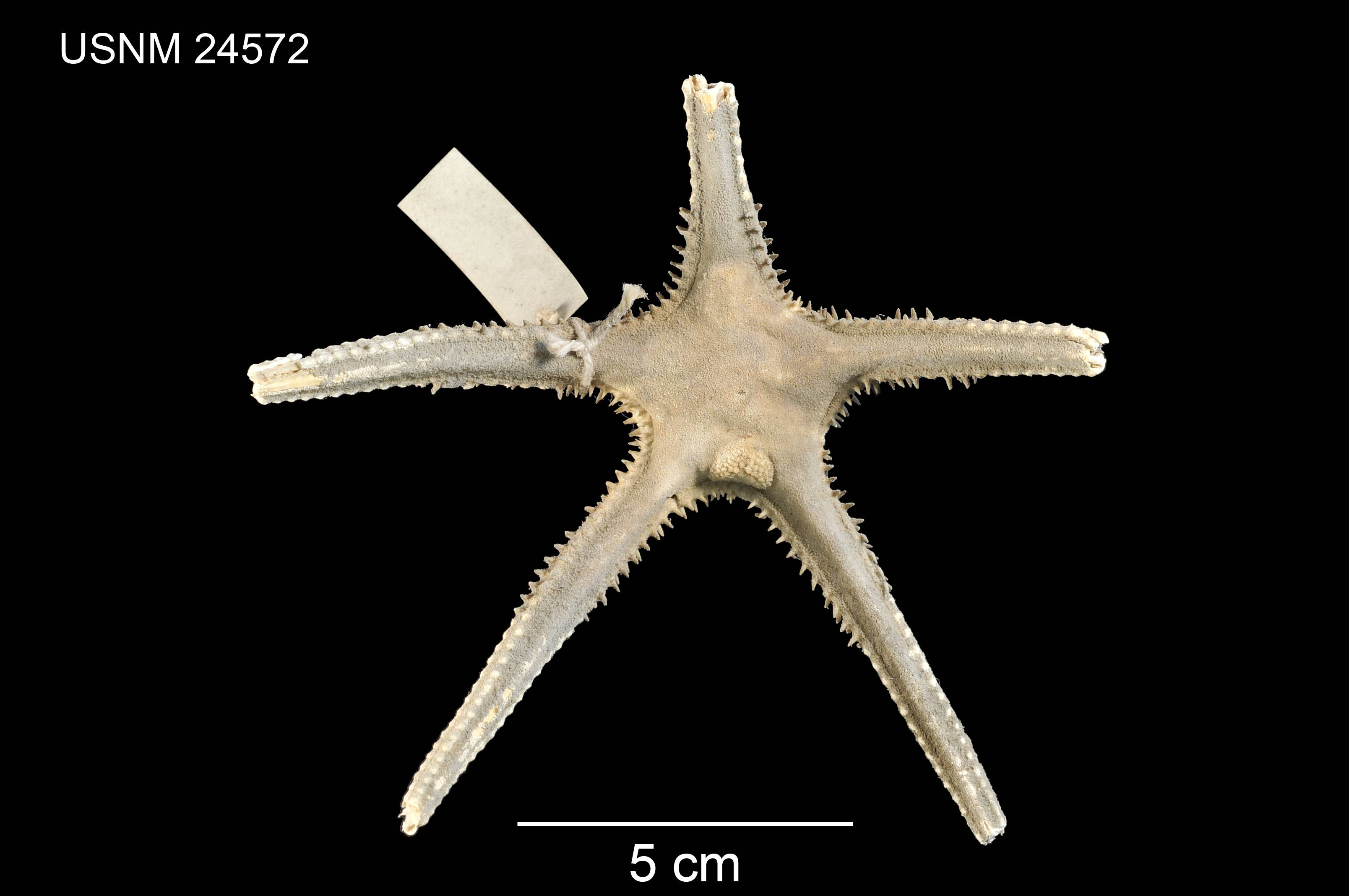
Archaster grandis
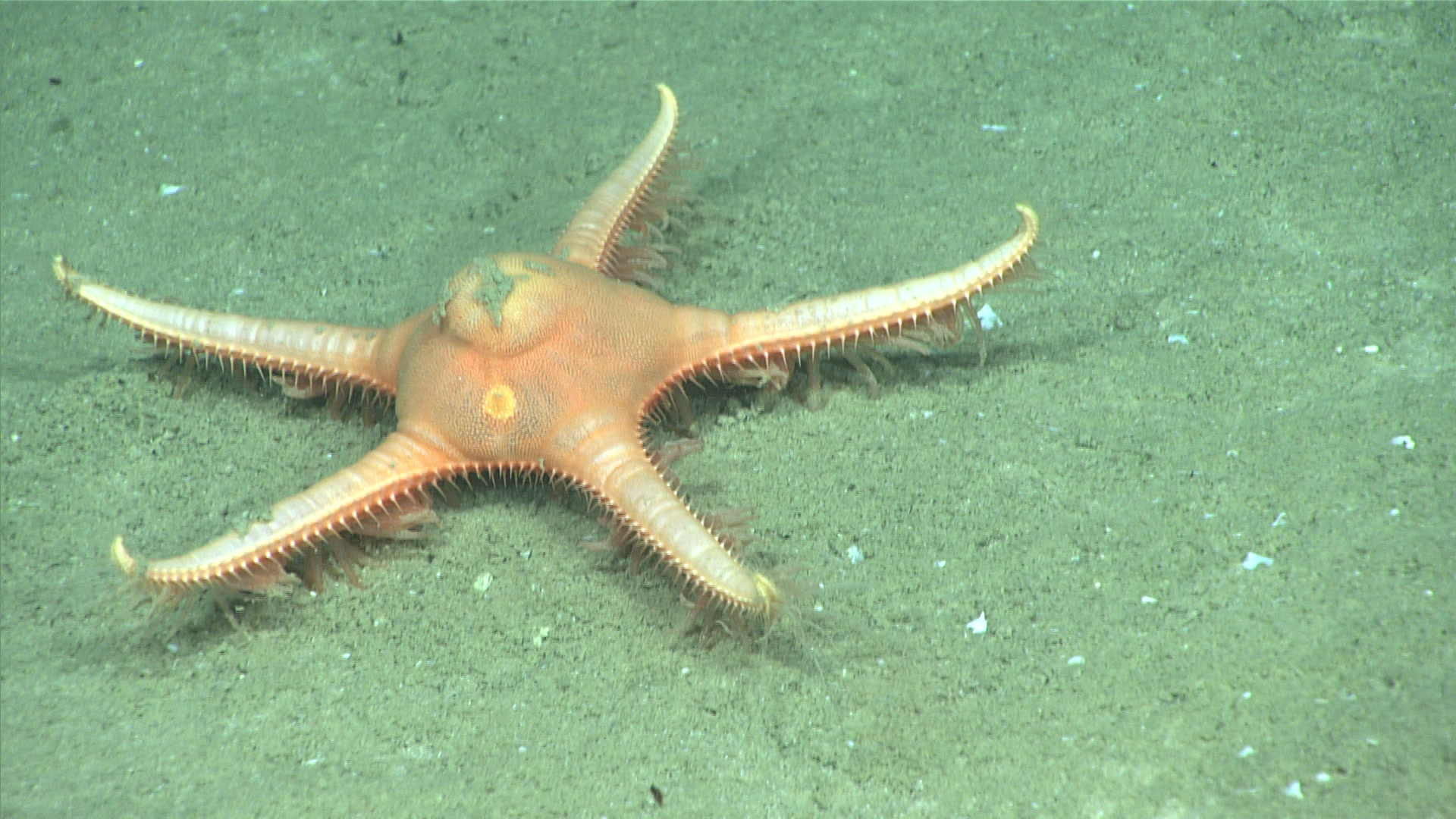
Dytaster insignis
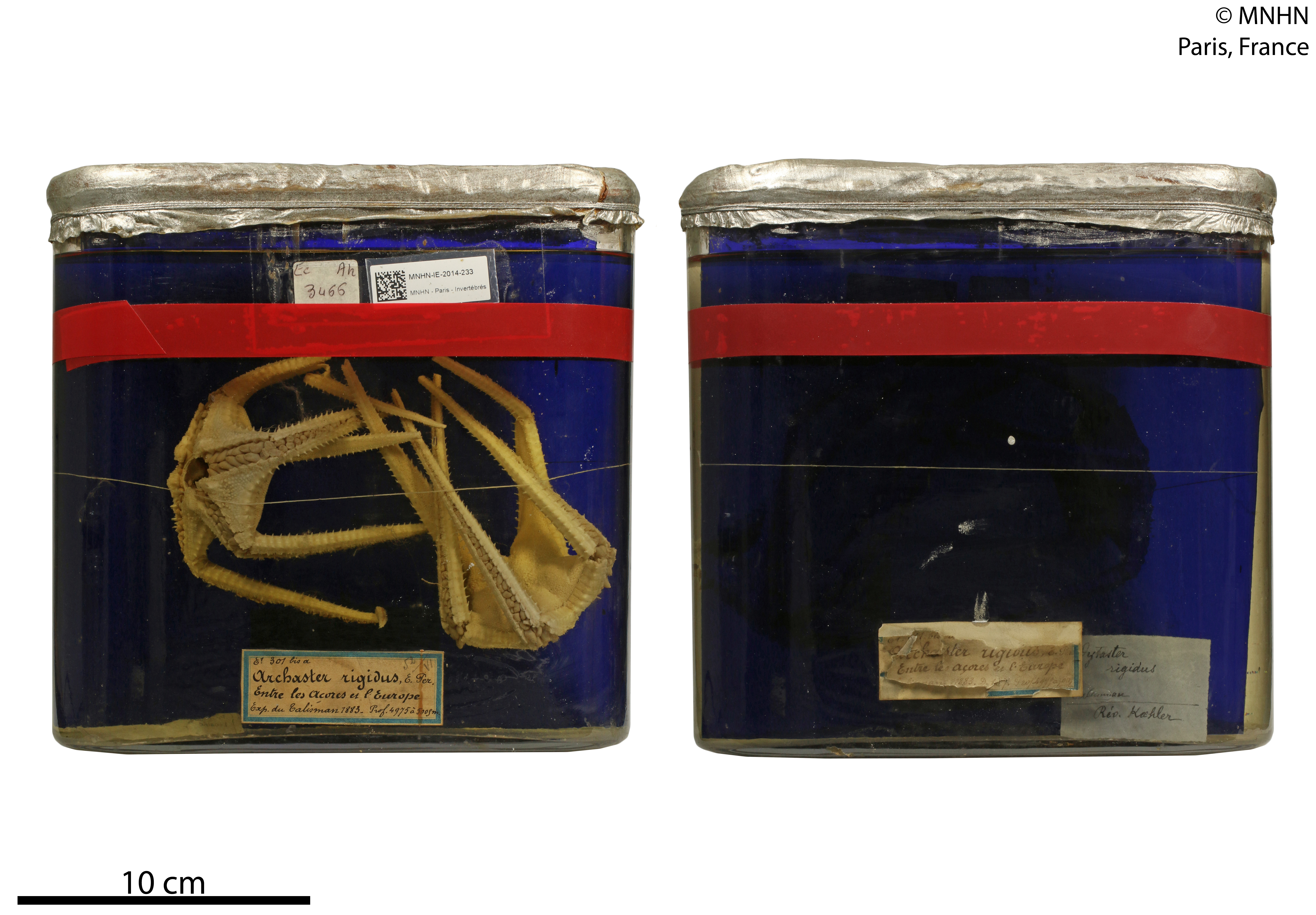
Dytaster rigidus
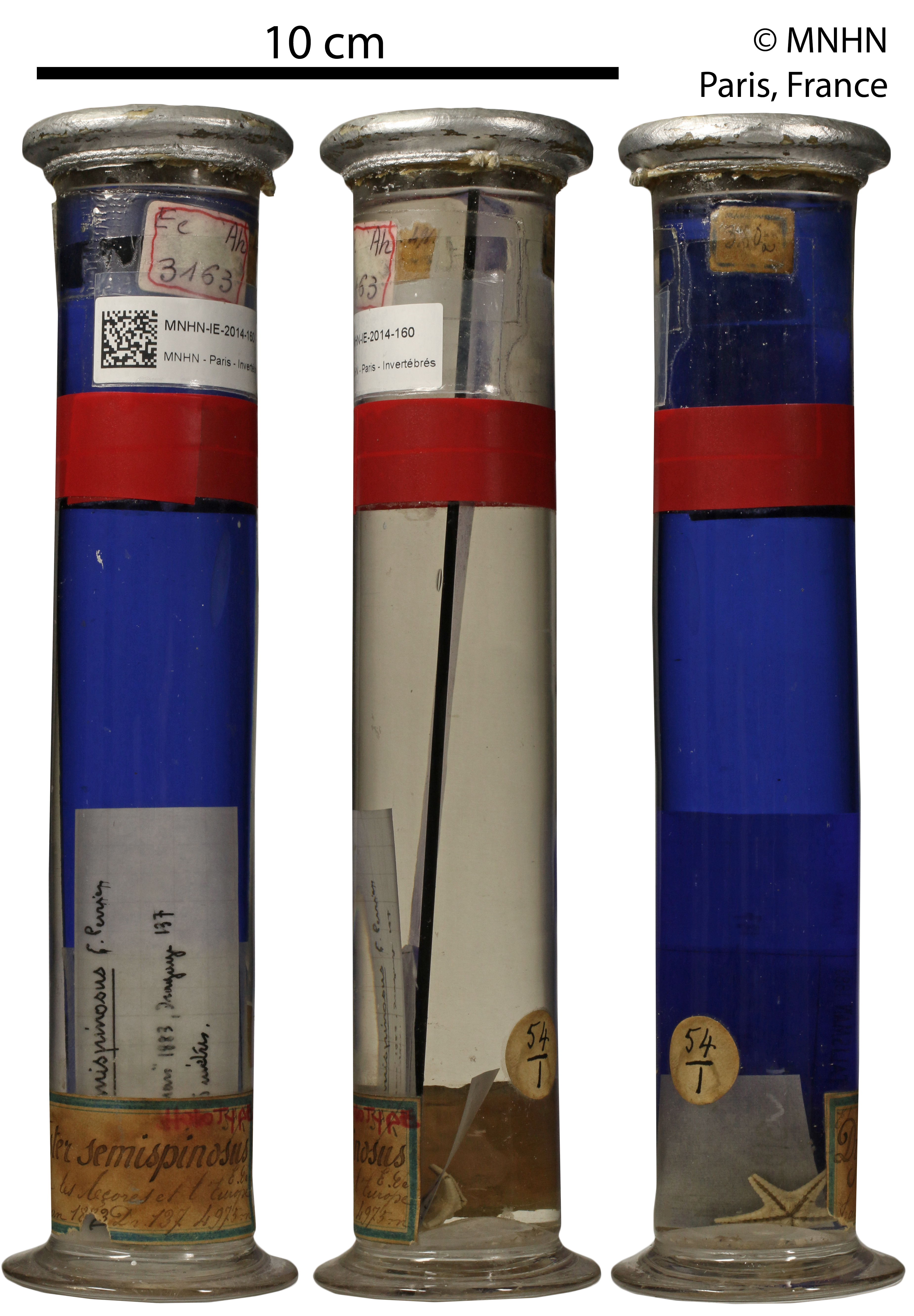
Dytaster semispinosus